# Club Atlético y Progreso (Brandsen)
El Club Social Deportivo y Cultural Atlético y Progreso (conocido simplemente como el Atlético y Progreso) es un club deportivo de Argentina, ubicado en la ciudad de Brandsen de la provincia de Buenos Aires.
Atlético y Progreso se estableció el 20 de agosto de 1967, de la fusión del Club Atlético y el Club Progreso de Brandsen.
El club cuenta con unos 2.400 miembros activos y posee deportes como el básquet, fútbol, hockey, rugby, tenis, patinaje y taekwondo. Tiene su sede social en Calle Ferrari Nº 183, Brandsen.
De este club salió formado uno de los arqueros más importantes del Fútbol Argentino, Sebastián Saja.

## Deportes

### Fútbol

#### Fútbol Mayor
El equipo de fútbol juega en la Liga Metropolitana de Fútbol de San Vicente. Posee una cancha propia situada en la calle Alberti entre la Av. Pte. Perón (Ruta Provincial 215) y 115 llamada Clemente Jáuregui Lorda.

#### Fútbol Infantil
Compite en la liga Amateur Platense con siete categorías (desde 2008 a 2002)

### Rugby
El equipo de rugby participa en la Primera C de la Unión de Rugby de Buenos Aires.Poseen cuatro canchas situadas en la calle 25 entre Alberti y Saenz Peña, en dicho predio hay dos construcciones amplias, la cual una se utiliza para los terceros tiempos.
El plantel superior cuenta con tres equipos (primera, intermedia y preintermedia), esta disciplina tiene 4 juveniles que van desde la edad de M-15 hasta M-19, además alrededor de 150 niños practican rugby infantil.
En la actualidad se está construyendo el gimnasio.

### Hockey
El equipo de hockey femenino y masculino participan a partir de este año (2015) en la asociación metropolitana de hockey.
Posee una cancha propia de césped sintético situada lindante al predio de rugby.
Recientemente campeonas 2014 en el torneo de la cuenca del salado.
Sus categorías son: décima, novena, octava, séptima, sexta, quinta, intermedia y primera.

### Básquet
Cuenta con una Cancha situada en Alberti y Ferrari. Todas las categorías son partícipes en la Primera A de Liga de Esteban Echeverría.

### Taekwondo
Se desarrolla los entrenamientos en la cancha de básquet. La institución cuenta con medallas nacionales e internacionales (2 de oro en Brasil; una de plata en Chile)

### Patinaje
Participa en varios torneos zonales. Además cierran todos los años con un Festival Artístico Propio.

## Otras instalaciones
El club posee una cafetería en el centro de la ciudad; un salón de eventos con pileta y polideportivo (Fútbol 5 y pádel) de alquiler; y dos canchas de tenis para entrenar, enseñar y practicar dicho deporte.